# Maria-chiquinha
Maria-chiquinha é uma espécie de penteado em que o cabelo é partido ao meio e cada parte é amarrada por meio de laço, fita ou elástico.

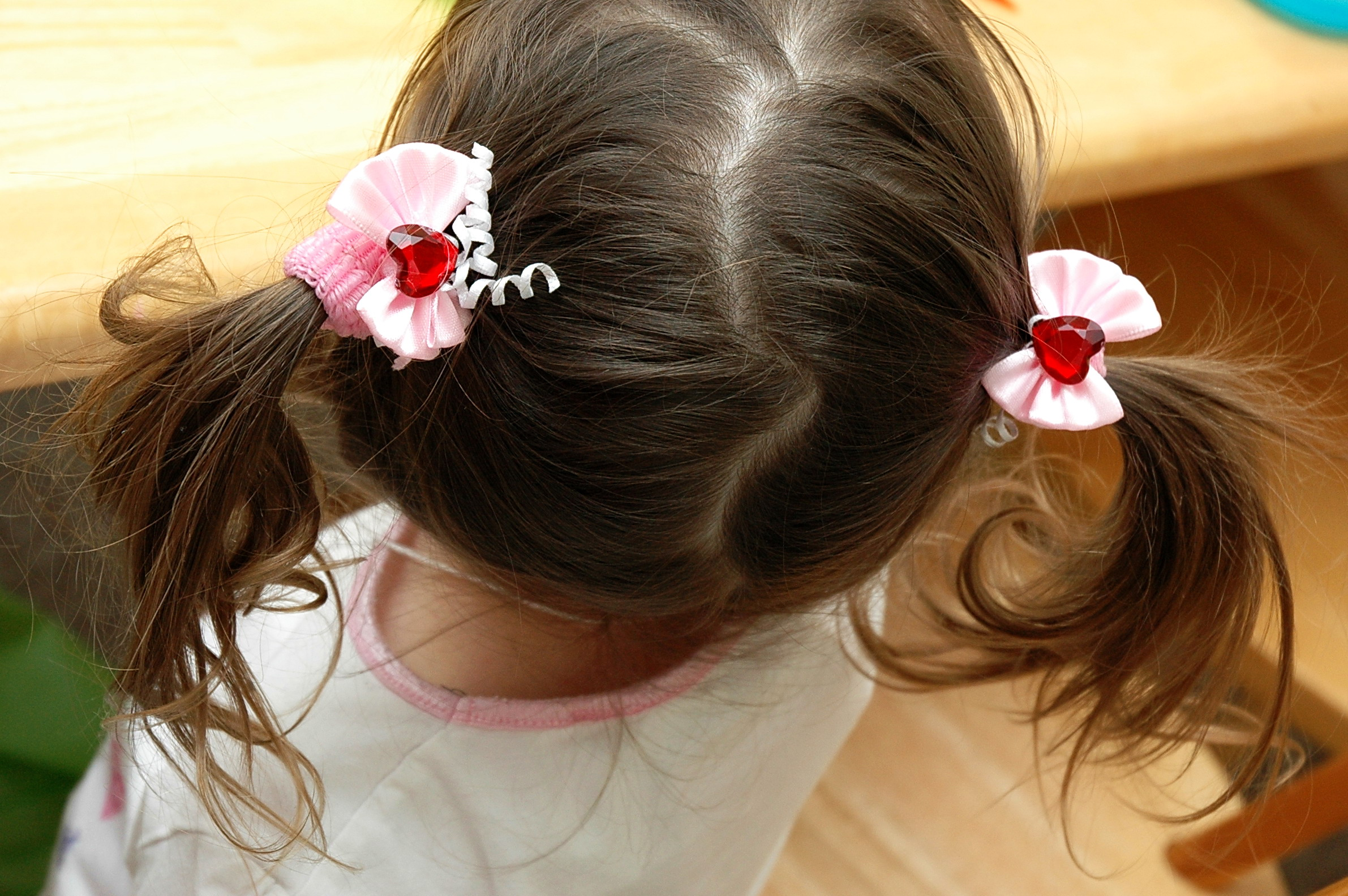
Exemplo de penteado Maria-chiquinha